# Akademia Sztuk Pięknych w Monachium

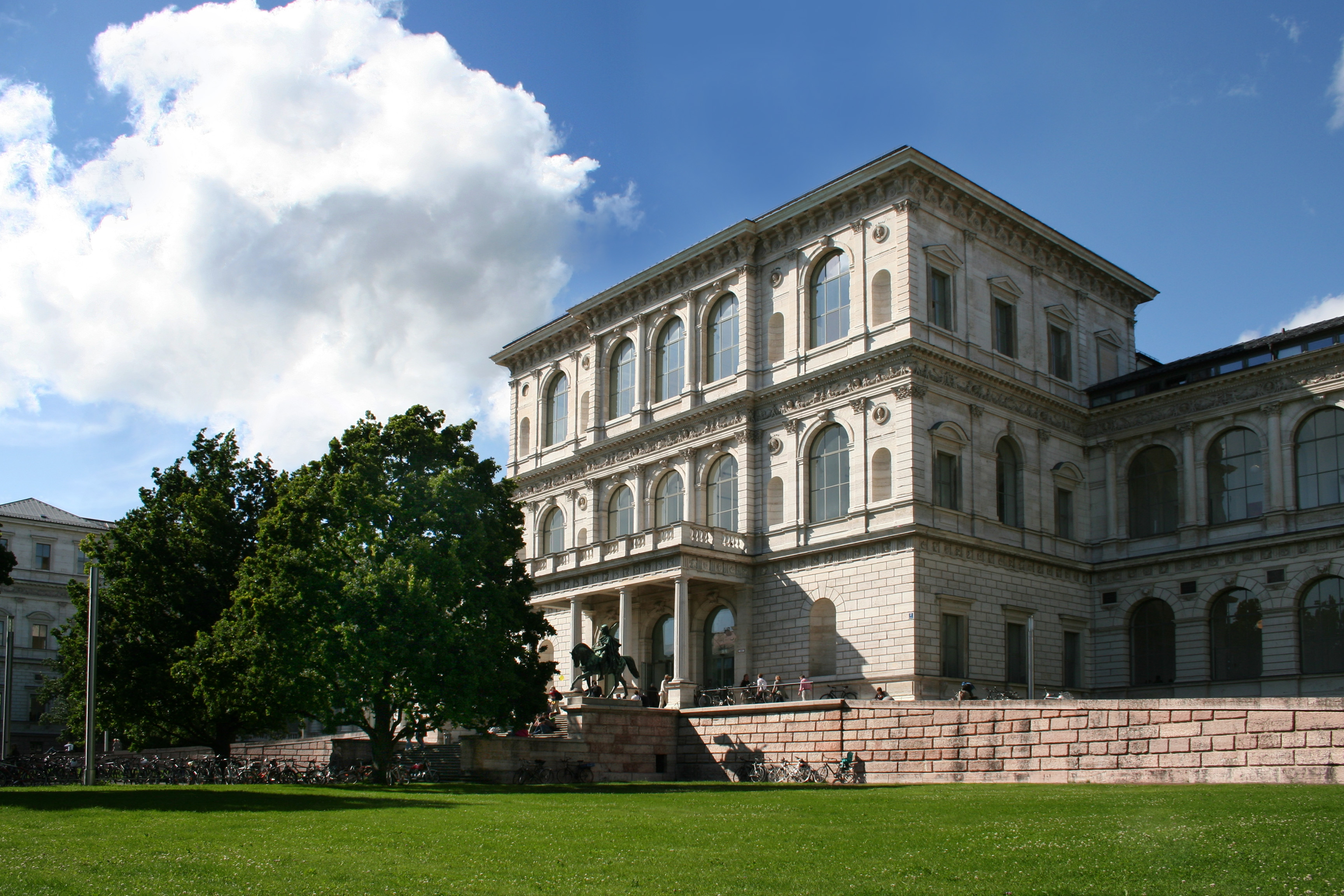
Akademia Sztuk Pięknych w Monachium

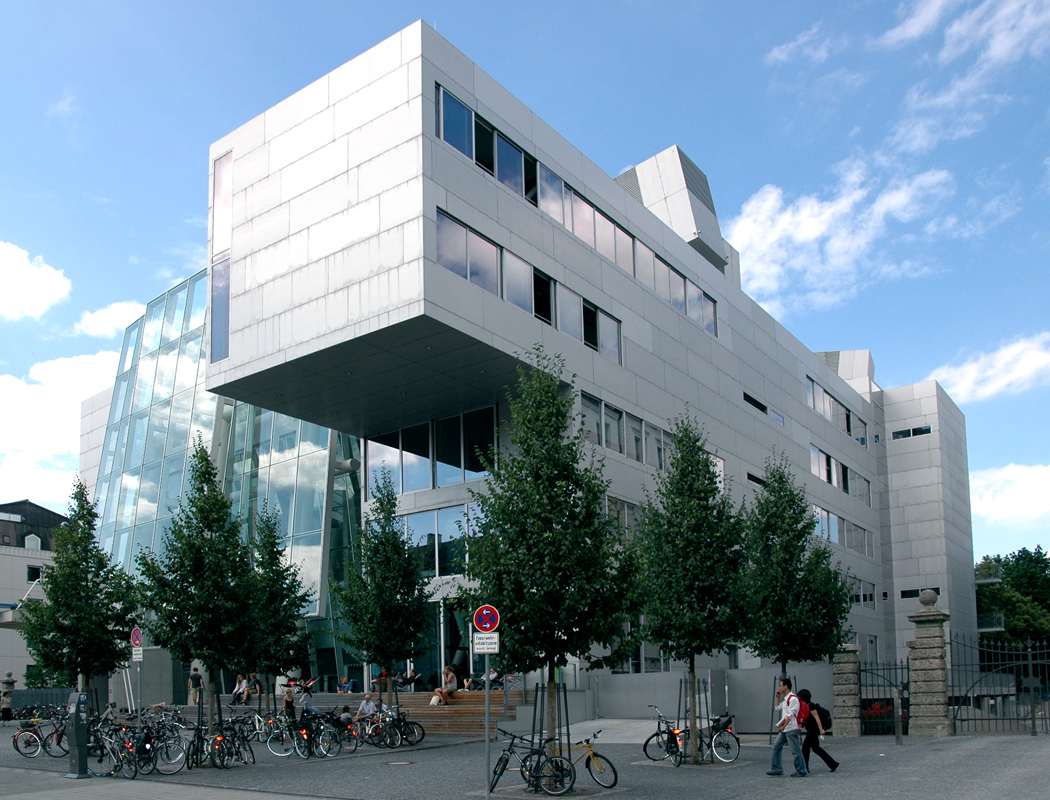
Nowy budynek Akademii

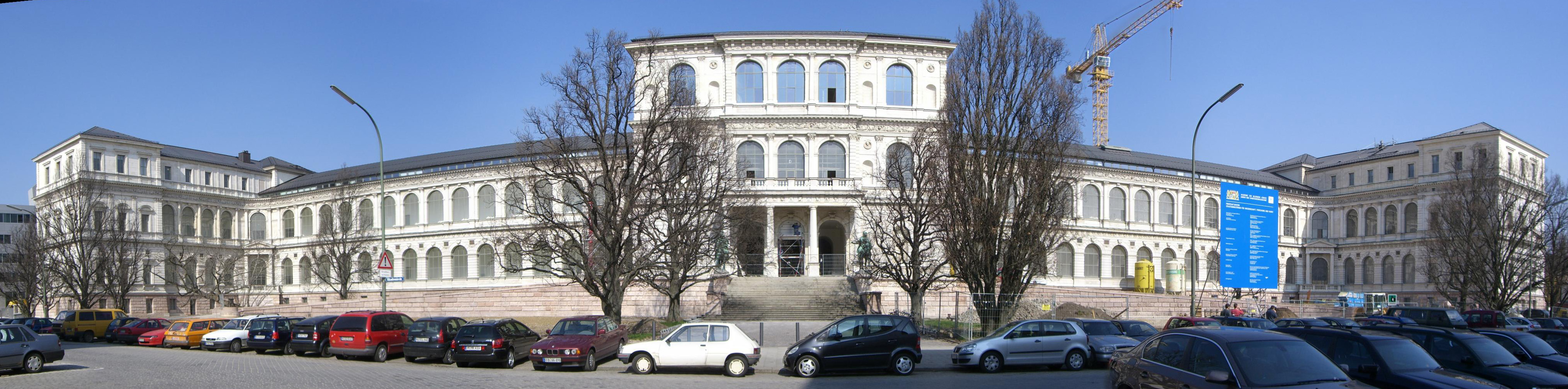
Widok panoramiczny od strony Amalienstraße

Akademia Sztuk Pięknych w Monachium (niem. Akademie der Bildenden Künste München) – publiczna szkoła wyższa w Monachium, będąca jedną z najważniejszych uczelni artystycznych Niemiec.

## Historia
Zaczątkiem Akademii stało się utworzenie w roku 1770 z inicjatywy elektora bawarskiego Maksymiliana III Józefa szkoły rysunku, nazwanej już akademią – „Zeichnungs Schule respective Maler und Bildhauer academie“ (pol. Szkoła Rysunku względnie Akademia Malarstwa i Rzeźbiarstwa).
W roku 1808 król bawarski Maksymilian I Józef Wittelsbach powołał „Królewską Akademię Sztuk Pięknych“ (niem. Königliche Akademie der Bildenden Künste).
W roku 1886 Akademia otrzymała nową siedzibę w monumentalnym budynku według projektu Gottfrieda von Neureuthnera przy Akademiestraße 7 u wylotu Amalienstrasse w pobliżu Bramy Zwycięstwa (niem. Siegestor).
W XIX wieku monachijska Akademia była uważana za uczelnię konserwatywną, niechętną nowym prądom w sztuce. Kształciło się na niej wielu studentów z Polski,  Wśród polskich profesorów Akademii byli Alfred Kowalski-Wierusz i Władysław Czachórski.
Nowe prądy zapanowały dopiero w początkach XX wieku. Wtedy studentami zostali m.in. Lovis Corinth, Otto Mueller, Wassily Kandinsky, Alfred Kubin, Paul Klee, Franz Marc, Richard Riemerschmid, Otto Greiner, Bruno Paul i Fritz Schaefler.
Po I wojnie światowej monachijska Akademia straciła na znaczeniu na rzecz Paryża. Po roku 1933 władze hitlerowskie wprowadziły do grona profesorów malarza Adolfa Zieglera i rzeźbiarza Józefa Thoraka.
Budynek Akademii ucierpiał podczas wojny wskutek bombardowania. Spłonęły zbiory dzieł sztuki oraz archiwa. Ocalała biblioteka licząca 90 tysięcy tomów.
W roku 1946 do Akademii włączono Szkołę Rzemiosła Artystycznego (Königliche Kunstgewerbeschule München). Akademia powoli uwalniała się od piętna niechlubnej przeszłości. Powołano nowych wykładowców, jak Franz Xaver Fuhr, Sep Ruf, Toni Stadler (w roku 1946), Charles Crodel (w roku 1952) i Georg Meistermann (w roku 1964).
26 października 2005 zainaugurowano nowy budynek Akademii zaprojektowany przez wiedeńskie biuro projektowe Coop Himmelb(l)au. Do budowy przyczyniła się fundacja Stiftung der Kunstakademie München.